# Psectrocladius turficola
Psectrocladius turficola är en tvåvingeart som beskrevs av Jean-Jacques Kieffer 1929. Psectrocladius turficola ingår i släktet Psectrocladius och familjen fjädermyggor. Inga underarter finns listade i Catalogue of Life.